# Ехоичка меморија
Ехоичка меморија је део чулне меморије и представља меморију која је задужена за слушне стимулусе. Сперлингови налази подстакли су истраживања чулне меморије и у другим модалитетима. Осим неколико истраживања који су имала за циљ испитивање тактилне чулне меморије, истраживања ове врсте су се ограничила на испитивање аудитивног аспекта чулне меморије. Разлог за то је био методолошке природе, пошто је било јако тешко или скоро немогуће покушати Сперлингов експеримент на другим чулним модалитетима.

## Експериментална истраживања
Први експеримент с аудитивним стимулусима, аналоган Сперлинговим огледима са задатком потпуног и делимичног извештаја, радили су Мореј, Бејтс и Барнет, који су истовремено емитовали различите стимулусе на четири канала. У задатку потпуног извештаја, од испитаника је захтевано да репродукују што више стимулуса са сва четири канала. У задатку делимичног извештаја, сваки канал (звучник) је означен светлосним индикатором, а репродуковао би се материјал само с означеног канала. Као и у Сперлинговим огледима, боља репродукција је добијена у задатку делимичног извештаја.
У истраживању Дарвина, Тервија и Краудера, процедура испитивања ехоичке меморије је донекле измењена. Испитаницима су преко слушалица истовремено емитоване три групе стимулуса који су се састојали од имена слова или бројева. Прва група стимулуса приказана је на левом, друга на десном, трећа је приказана бинаурално, тако што је исти садржај емитован на оба канала, при чему је испитаник имао утисак да му стимулуси долазе фронтално. На овај начин добијене су три локације емитованих стимулуса (лево, десно и фронтално). Стимулуси су излагани симултано, по три у групи, у трајању од једне секунде. У задатку потпуног извештаја, испитаници су успевали да репродукују око 20% материјала, што је мање него у Сперлинговом експерименту са визуелним стимулусима.
Дарвин и сарадници су затим извели оглед који се може сматрати аналогним Сперлинговом експерименту са задатком делимичног извештаја. Просторни распоред стимулуса аналоган је распореду визуелних стимулуса (редовима слова) у матрици приказаној у Сперлинговим огледима. У овим огледима слова су била распоређена у три реда са по три до четири слова у реду, а у задатку делимичног извештаја од испитаника је тражено да репродукује ред означен звучним индикатором. Индикатори у огледу Дарвина и сарадника били су три светлосна сигнала, од којих је сваки означавао одређени канал.
Индикатор би се појавио непосредно по завршетку презентације (ИСИ=0) или са задршком од 1, 2 и 4 секунде, а задатак испитаника је био да репродукује материјал с означеног канала. Испитаници нису унапред знали који од три канала треба да репродукују. Процедура је аналогна процедури у Сперлинговим огледима: направљена је јасна разлика између задатка потпуног и делимичног извештаја, уведен је интерстимулусни интервал (ИСИ), стимулуси су класификовани у категорије (канале) које је требало репродуковати, а канали су назначени светлосним индикаторима.
Резултати експеримента показују да је репродукција у задатку делимичног извештаја боља од репродукције у задатку потпуног извештаја, а функција опадања тачно репродукованих стимулуса слична је функцији коју је добио Сперлинг. Проценат тачно репродукованог материјала између делимичног и потпуног извештаја изједначио се код интерстимулусних интервала већих од четири секунде, из чега Дарвин и сарадници закључују да се материјал у ехоичкој меморији задржава око 4 секунде.
Трајање информације у ехоичкој меморији нешто другачијом техником испитује Краудер који сукцесивно емитује идентичан вокал или две акценатске варијанте истог вокала. Стимулуси су излагани у размацима од пола секунде до пет секунди, а задатак испитаника је био да одговори да ли је емитован пар идентичних вокала или различите акценатске варијанте истог вокала. Најмањи проценат грешака добијен је за интерстимулусни интервал до једне секунде, после чега би проценат почео да пада, да би се при интерстимулусном интервалу од око три секунде стабилизовао. Била је то још једна потврда да трајање информације у ехоичкој меморији не траје дуже од 4 секунде.
Поставља се питање да ли и у ехоичкој меморији информација ускладиштена у необрађеном виду. Дарвин и сарадници емитују бројеве и називе слова, а од испитаника захтевају да репродукују само бројеве или само називе слова. Резултати овог огледа показују да су информације прекатегоријалне, односно да нису осмишљене.
Истаживања овог типа су показале да су карактеристике овог типа чулне меморије у великој мери сличне карактеристикама иконичке меморије, с том разликом што се информација у ехоичкој меморији задржава између 2 и 4 секунде.
У истраживањима у којима је испитано задржавање аудитивне информације установљен је и меморијски домен у којем се информација задржава неколико стотина милисекунди, а задржани материјал је по правилу нејезичког порекла (шумови, кликови). Стога, неки аутори праве дистинкцију између две врсте аудитивне чулне меморије. Једне, у којој се материјал задржава између 150 милисекунди и 300 милисекунди, и друге, у којој се у зависности од природе материјала и експерименталних услова, задржавање траје од 2 до 20 секунди.

## Развој
Примећено је повећање активације повезано са узрастом у неуронским структурама одговорним за ехоично памћење, што показује да са годинама долази до повећане стручности у обради слушних сензорних информација.
Налази студија такође сугеришу да се трајање слушног сензорног памћења повећава са годинама, значајно између две и шест година старости, од 0,5-5 s. Деца од 2 године показала су негативни одговор на негативност у интерстимулусном интервалу између 500 ms и 1000 ms. Деца стара 3 године имају негативну реакцију од 1 до 2 s, деца од 4 године преко 2 s и деца од 6 година од 3 до 5 s. Ове развојне и когнитивне промене се дешавају у младом добу и протежу се и у одраслом до до коначног смањења у старости.

## Проблеми
Показало се да деца са дефицитом слушног памћења имају језичке поремећаје у развоју. Те проблеме је тешко проценити, јер би учинак могао бити последица њихове неспособности да разумеју задати задатак, а не проблема са њиховом меморијом.
Истраживања на жртвама можданог удара са смањеним складиштем слушне меморије показала су да је свакодневно слушање музике или аудио књига побољшало њихову ехоичну меморију. Ово показује позитиван ефекат музике у неуронској рехабилитацији након оштећења мозга.